# Nikolai Saltikov
Nikolai Ivànovitx Saltikov (31 d'octubre de 1736 - 28 de maig de 1816) fou un mariscal i cortesà rus. President del Consell de Guerra entre 1791 i 1802, va succeir en aquest lloc a Grigori Potiomkin, també fou president del consell de ministres entre 1812 i 1816.

## Biografia
Caterina II de Rússia el va nomenar preceptor del tsarévitx Pau Petróvitx de Rússia (futur Pau I de Rússia), després va esdevenir preceptor del gran duc Constantí Pàvlovitx de Rússia i d'Alexandre Pàvlovitx de Rússia (futur Alexandre I de Rússia) 
El 1791, Pau I de Rússia el va nomenar president del consell militar. Després de la reforma d'Alexandre I el 1802, aquesta funció va prendre el nom de ministeri de forces terrestres, i després d'una nova reforma del mateix tsar el 1815 va esdevenir ministre de guerra. Serguei Kuzmitx Viazmitinov el va succeir en el càrrec de ministre de forces terrestres el 8 de setembre de 1802. També va ser lloctinent del Gran Mestre de l'Hospital per delegació del nou mestre el tsar Pau I.